# Antoni Fiedorowicz
Antoni Fiedorowicz (ur. 6 lipca?/19 lipca 1905 w Borysowie, zm. 20 kwietnia 1974 w Wilnie) – działacz partyjny w radzieckiej Litwie, redaktor gazet w języku polskim wydawanych na Litwie.

## Życiorys
Antoni Fiedorowicz związał swoje życie zawodowe z partią komunistyczną, w której zajmował liczne stanowiska. Członek Komunistycznej Partii Związku Radzieckiego od 1925 roku. W latach 1935–1939 był w Moskwie zastępcą redaktora naczelnego polskojęzycznej gazety „Trybuna Radziecka”, po czym został w latach 1939–1941 redaktorem politycznym działu zagranicznego Biura Pełnomocnika Rady Komisarzy Ludowych ZSRR do Ochrony Tajemnic Wojskowych i Państwowych w Prasie (oficjalny skrót – „Gławlit”), czyli urzędu cenzury w Związku Radzieckim. Po wybuchu wojny niemiecko-radzieckiej znalazł się w Armii Czerwonej jako oficer polityczny. Po wyzwoleniu w 1944 roku Litwy od okupacji niemieckiej został skierowany do Wilna, gdzie został redaktorem naczelnym polskojęzycznego dziennika „Prawda Wileńska” organu Wileńskiego Miejskiego i Powiatowego Komitetów Komunistycznej Partii Litwy (bolszewików) oraz Wileńskiego Miejskiego i Powiatowego Komitetów Wykonawczych. Na tym stanowisku pozostawał do roku 1948, kiedy w związku z zakończeniem ewakuacji ludności polskiej z Litewskiej SRR, co według oficjalnego stanowiska władz tej republiki oznaczało, że na Litwie nie ma już Polaków, gazetę zamknięto.
Równolegle z pracą dziennikarską na Litwie rozwijała się także kariera partyjno-polityczna Fiedorowicza. W latach 1948–1953 był Sekretarzem Komitetu Wileńskiego Komunistycznej Partii Litwy (KPL), zaś w latach 1953–1963 członkiem Komitetu Centralnego KPL. W latach 1955–1963 był także deputowanym do Rady Najwyższej Litewskiej SRR.
W styczniu 1951 roku, kiedy w istniejącym już litewskim Wydawnictwie Literatury Społeczno-Politycznej powołano Redakcję Literatury Społeczno-Politycznej w Języku Polskim, Antoni Fiedorowicz został jej pierwszym kierownikiem. W lipcu 1953 roku został natomiast redaktorem dziennika „Czerwony Sztandar”, który był polskojęzycznym organem Komitetu Centralnego Komunistycznej Partii Litwy. Redaktorem „Czerwonego Sztandaru” pozostawał do 1962 roku. Zmarł w Wilnie w 1974 roku.
Jan Sienkiewicz, redaktor „Czerwonego Sztandaru” i pierwszy prezes Związku Polaków na Litwie, w rocznicowej publikacji o „Czerwonym Sztandarze” i „Kurierze Wileńskim” pisze:
„(...)Pierwszy naczelny, Antoni Fiedorowicz (na stanowisku 1953-62) był, jak wynika ze wspomnień tych, którzy go pamiętają, człowiekiem spokojnym, nie wymagającym i nie czepiającym się zbytnio pracowników. Instrukcje, jakich podwładnym udzielał, ograniczały się często do słów: «Róbcie tak, żeby było dobrze»(...)”.